# EyeToy: AntiGrav
EyeToy: AntiGrav is een hoverboard-spel. Het wordt ook weleens het eerste "echte" spel voor de EyeToy genoemd. Eerdere spellen zoals Play en Groove waren meer gericht op jongere kinderen en voor party's.
In tegenstelling tot andere EyeToy-spellen is de speler zelf niet te zien in het spel. In plaats daarvan, is de beweging van de speler nagebootst in het karakter in het spel.

## Banen
- The Falls: De hoofdstad in het spel, met stukjes tussen watervallen door.
- Water Front: Een industrie gebied, met veel tunnels. Het einde is in een haven.
- Skyway: Een race rondom, boven en door een serie van wolkenkrabbers.
- Aerodome: Een ronde-gebaseerde baan.
- Black Rock Ridge: De langste en moeilijkste baan. Je racet van een berg af.

## Karakters
Er zijn acht standaard karakters, allen maken deel uit van een van de vier "clans". Er is geen verschil tussen karakters in manier van boarden. Het enige verschil is het board, uiterlijk, zinnen en Super-tricks. Er zijn ook drie vrij speelbare karakters, die je alleen kan halen door bepaalde opdrachten te voltooien.